# Celso Russomanno
Celso Ubirajara Russomanno (São Paulo, 20 de agosto de 1956) es un periodista, reportero y político brasileño, perteneciente a Republicanos. Fue diputado federal por el Estado de São Paulo por varios períodos sucesivos entre 1995 y 2011, regresando al cargo en 2015. Fue presidente del Parlamento del Mercosur en la legislatura de 2021.

## Biografía
En 1986, comenzó su carrera periodística en la radio Manchete FM, luego se trasladó a Bandeirantes FM, ambos en São Paulo. Al año siguiente, debutó en televisión presentando los programas nocturnos Night Clip y Circuito Night and Day en TV Gazeta, ambos de columnismo social, que durarían diez años. En 1991, fue invitado a unirse al equipo de reporteros del programa Aqui Agora, en SBT, en el que se especializó en asuntos de defensa del consumidor. También trabajó para Rede CNT, Rede Bandeirantes y Rede TV!. Además, obtuvo una licenciatura en Derecho en la Facultad de Derecho de Guarulhos.

### Carrera política
En 1985, se unió al Partido del Frente Liberal (PFL, actual Demócratas), donde permaneció hasta 1994, cuando se afilió al Partido de la Social Democracia Brasileña (PSDB). Ese año, fue elegido a la Cámara de Diputados de Brasil por el Estado de São Paulo con 233 482 votos, la votación más alta en Brasil en esa elección. En 1997 se incorporó al Partido Progresista Brasileño (PPB, actual Progresistas), donde nuevamente en 1998 fue elegido para un segundo mandato como diputado federal. En 2000, se postuló para la alcaldía de Santo André (São Paulo) por el PPB, pero fue derrotado por el candidato Celso Augusto Daniel (PT), quien obtuvo el 70,1% de los votos válidos.
En la Cámara de Diputados, fue autor de proyectos de ley para la mejora del Código de Defensa del Consumidor. En 2010 se postuló por Progresistas al cargo de gobernador de São Paulo, obteniendo el tercer lugar con 1 233 897 votos. En 2011 dejó el partido y se unió al Partido Republicano Brasileño (PRB) para presentarse a las elecciones de 2012. En 2012, se lanzó como candidato por el PRB para Alcalde de São Paulo; obtuvo 1 324 021 votos pero terminó perdiendo en la primera vuelta. En 2014, volvió a ser candidato a diputado federal, siendo reelegido para la 55.ª legislatura (2015-2019), con la segunda votación más alta de la historia: 1 524 286 votos.
Votó a favor del proceso de destitución de Dilma Rousseff. Ya durante el gobierno de Michel Temer, votó a favor de la reforma fiscal y se manifestó a favor de la Reforma Laboral. En agosto de 2017, votó en contra del proceso que pedía la apertura de una investigación contra Temer. En la sesión del 25 de octubre de 2017, volvió a votar en contra de la continuación de la investigación a Temer, imputado por los delitos de obstrucción a la justicia y organización delictiva. El resultado de la votación liberó a Michel Temer de una investigación del Supremo Tribunal Federal de Brasil.
En 2018 fue reelegido diputado federal por São Paulo. En 2020 se postuló por tercera vez al ayuntamiento de São Paulo.
Es representante de Brasil en el Parlamento del Mercosur. El 1 de enero de 2021 asumió como presidente del mismo, en sustitución del argentino Oscar Laborde.